# Râul Prisaca, Gusec
Râul Prisaca este un curs de apă, afluent al râului Gusec. 

## Hărți
- Munții Anina [nefuncțională – arhivă]
- Harta Județului Caraș-Severin